# Dołuje (stacja kolejowa)
Dołuje – nieistniejąca stacja kolejowa w miejscowości Dołuje w Polsce, w województwie zachodniopomorskim, w powiecie polickim, w gminie Dobra.